# Európai Filmdíjak 1991
A 4. Európai Filmdíj-átadó ünnepséget (4th European Film Awards) ~ a díj akkori neve után Felix-gálát – 1991. december 1-jén tartották meg a potsdami Babelsberg Stúdióban. A gálán a tagországok által nevezett, az év folyamán hivatalosan bemutatott alkotások közül az Európai Filmakadémia zsűrije által legjobbnak tartott filmeket, illetve alkotóikat részesítették elismerésben. Az est két házigazdája Désirée Nosbusch luxemburgi színésznő és Johannes Willms német történész, publicista volt.
1991-ben az európai filmdíjakra 24 ország nevezte alkotásait. Magyarország játékfilm kategóriában Rózsa János Félálom, míg dokumentumfilm kategóriában Forgács Péter Privát Magyarország című alkotását nevezte. A nevezett filmek közül a Hanna Schygulla által elnökölt zsűri választotta ki a jelölteket. A legtöbb, három-három jelölést kapott a francia Jacques Doillon filmdrámája, A kis bűnöző, a német Volker Schlöndorff Max Frisch regényéből adaptált filmdrámája, a Homo Faber, valamint az elsőfilmes belga rendező, Jaco van Dormael Toto a hős című vígjátéka. Magyar alkotás nem szerepelt a díjra jelöltek között.
Az év legjobb európai filmje egy angol dráma, Ken Loach Lim-lomja lett. A díjkiosztó abszolút nyertese a Toto a hős: 3 jelöléséből kettőt (legjobb újoncfilm, legjobb színész) nyert el, továbbá Jaco van Dormael vehette át a legjobb forgatókönyvírónak, a film képi világát megteremtő Walter van den Ende pedig a legjobb operatőrnek járó Felixet.
Az Európai Filmtársaság (EFT) életműdíját „a hetedik művészet mitikus figurájának”, „a filmes megtévesztés zsenijének”, a francia-magyar Trauner Sándor díszlettervezőnek ítélték oda. A művész érdemeit Horst Buchholz német színész méltatta, felemlegetve Billy Wilder 1961-es Egy, kettő, három című vígjátékának forgatását, amelyhez Trauner felépítette a Brandenburgi kapu mását. A díjat a legendás francia filmrendező, Marcel Carné adta át az agyi érkatasztrófa miatt távol maradni kényszerült Trauner feleségének, az állva tapsoló közönség hangos ovációja mellett.

## A zsűri tagjai
- Hanna Schygulla színésznő, a zsűri elnöke –  Németország
- Andrés Vicente Gómez filmproducer –  Spanyolország
- Terry Jones színész-rendező –  Egyesült Királyság
- Bruno de Keyzer operatőr –  Franciaország
- Elem Germanovics Klimov filmrendező –  Szovjetunió
- Daniele Luchetti filmrendező –  Olaszország
- Fons Rademakers filmrendező –  Hollandia

## Díjazottak és jelöltek
| „Díjazott” – szürkéskék háttérrel   |
| „Jelölt” – világos szürke háttérrel |

### Az év legjobb európai filmje
| Magyar címe  | Eredeti címe      | Rendező            | Ország             |
| ------------ | ----------------- | ------------------ | ------------------ |
| Lim-lom      | Riff-Raff         | Ken Loach          | Egyesült Királyság |
| A kis bűnöző | Le petit criminel | Jacques Doillon    | Franciaország      |
| Homo Faber   | Homo Faber        | Volker Schlöndorff | Németország        |

### Az év legjobb európai újoncfilmje
| Magyar címe  | Eredeti címe  | Rendező                       | Ország                                |
| ------------ | ------------- | ----------------------------- | ------------------------------------- |
| Toto, a hős  | Toto le Héros | Jaco van Dormael              | Belgium · Franciaország · Németország |
| Delicatessen | Delicatessen  | Marc Caro, Jean-Pierre Jeunet | Franciaország                         |
| A kemény mag | Ultrà         | Ricky Tognazzi                | Olaszország                           |

### Az év legjobb európai dokumentumfilmje
| Magyar címe | Eredeti címe        | Rendező              | Ország        |
| ----------- | ------------------- | -------------------- | ------------- |
| –––         | Uslyszcie mój krzyk | Maciej Janusz Drygas | Lengyelország |

### Az év legjobb európai színésznője
| Nyertesek és jelöltek | Magyar címe           | Eredeti címe      |
| --------------------- | --------------------- | ----------------- |
| Clotilde Courau       | A kis bűnöző          | Le petit criminel |
| Julie Delpy           | Homo Faber            | Homo Faber        |
| Sigríður Hagalín      | A természet gyermekei | Börn náttúrunnar  |

### Az év legjobb európai színésze
| Nyertesek és jelöltek | Magyar címe  | Eredeti címe      |
| --------------------- | ------------ | ----------------- |
| Michel Bouquet        | Toto, a hős  | Toto le héros     |
| Claudio Amendola      | A kemény mag | Ultrà             |
| Richard Anconina      | A kis bűnöző | Le petit criminel |

### Az év legjobb forgatókönyvírója
| Nyertesek és jelöltek | Magyar címe | Eredeti címe  |
| --------------------- | ----------- | ------------- |
| Jaco van Dormael      | Toto, a hős | Toto le héros |

### Az év legjobb európai operatőre
| Walter van den Ende   | Toto, a hős | Toto le héros |
| Több jelölt nem volt. |             |               |

### Az év legjobb európai vágója
| Nyertesek és jelöltek | Magyar címe  | Eredeti címe |
| --------------------- | ------------ | ------------ |
| Carla Simoncelli      | A kemény mag | Ultrà        |

### Az év legjobb európai látványtervezője
| Nyertesek és jelöltek                                                      | Magyar címe  | Eredeti címe |
| -------------------------------------------------------------------------- | ------------ | ------------ |
| Miljen Kreka Kljakovic (díszlet és jelmez) Valérie Pozzo di Borgo (jelmez) | Delicatessen | Delicatessen |

### Az év legjobb európai zeneszerzője
| Nyertesek és jelöltek | Magyar címe           | Eredeti címe     |
| --------------------- | --------------------- | ---------------- |
| Hilmar Örn Hilmarsson | A természet gyermekei | Börn náttúrunnar |

### EFT életműdíja
| Díjazott       | Foglalkozás    | Ország                       |
| -------------- | -------------- | ---------------------------- |
| Trauner Sándor | látványtervező | Franciaország · Magyarország |

### Az év legjobb európai mellékszereplő színésznője
| Nyertesek és jelöltek | Magyar címe | Eredeti címe  |
| --------------------- | ----------- | ------------- |
| Marta Keler           | Virdzina    | Virdžina      |
| Barbara Sukowa        | Homo Faber  | Homo Faber    |
| Sandrine Blancke      | Toto, a hős | Toto le héros |

### Az év legjobb európai mellékszereplő színésze
| Nyertesek és jelöltek | Magyar címe                   | Eredeti címe              |
| --------------------- | ----------------------------- | ------------------------- |
| Ricky Memphis         | A kemény mag                  | Ultrà                     |
| Zbigniew Zamachowski  | Menekülés a Szabadság moziból | Ucieczka z kina 'Wolnosc' |
| Ricky Tomlinson       | Lim-lom                       | Riff-Raff                 |

### Az EFT érdemdíja
| Díjazott                                                                  | Foglalkozás | Magyar cím | Eredeti cím |
| ------------------------------------------------------------------------- | ----------- | ---------- | ----------- |
| Rendezők Kéthete, a cannes-i fesztivál párhuzamos, alternatív rendezvénye |             |            |             |

### A dokumentumfilmes zsűri külön dicsérete
| Díjazott        | Foglalkozás | Magyar cím | Eredeti cím                       |
| --------------- | ----------- | ---------- | --------------------------------- |
| Mireille Dumas  | filmrendező | –––        | Crimes et passions – la cicatrice |
| Jürgen Böttcher | filmrendező | A fal      | Die Mauer                         |